# Ohma D’un
Az Ohma D'un a Naboo bolygó legnagyobb holdja a kitalált Csillagok háborúja című filmeposzban. Nagyrészt tengerek és mocsarak borítják a felszínét, ezért nem hivatalosan Vízhold-nak is nevezik.
A Baljós árnyak c. filmben szerepel. A Naboo két másik holdja a Tasia és a Rori.
A Naboo-i csata után a Naboo-i kormány és a gunganek közös projektet indítottak a hold lakhatóvá tételére Otoh Gunga túlnépesedésének elkerülése, és az ökológiai stabilitás érdekében. A kísérlet sikeresnek bizonyult, a holdon stabil ökológia jött létre.
A kolóniát azonban a Klónháborúk kezdeti időszakában megtámadták a Szeparatisták, akik kémiai fegyvert vetettek be. Ekkor sok gungan meghalt. A Szeparatisták szándéka volt a fegyver Naboo bolygó elleni bevetése, ami alkalmas lett volna a Köztársaság klónhadseregének az elpusztítására is. A tervük azonban meghiúsult. Amikor Nass Főnök nem tudott kapcsolatot teremteni a holdon élő kolóniával, a Köztársaságiak segítségét kérte. Obi-Wan Kenobi, Anakin Skywalker, Glaive és Zule megérkezett a holdra egy kisebb klóncsapattal, hogy kivizsgálják a helyzetet. A csapat legyőzte a Szeparatistákat, akiket Asajj Ventress és Durge fejvadász irányított. Ezzel megakadályozták a Naboo elleni vegyi támadást.

## Fordítás
- Ez a szócikk részben vagy egészben  a   List of Star Wars moons című angol Wikipédia-szócikk fordításán alapul.  Az eredeti cikk szerkesztőit annak laptörténete sorolja fel. Ez a jelzés csupán a megfogalmazás eredetét és a szerzői jogokat jelzi, nem szolgál a cikkben szereplő információk forrásmegjelöléseként.